# Josef Klüh
Josef Klüh (* 28. Januar 1942 in Düsseldorf) ist ein deutscher Unternehmer. Er ist alleiniger Inhaber der Düsseldorfer Firma Klüh Service Management.

## Leben
Klüh absolvierte eine kaufmännische Ausbildung und legte 1964 die Meisterprüfung im Gebäudereinigerhandwerk ab. Nach dem Kriegstod seines Vaters übernahm er 1962 das kleine Reinigungsunternehmen der Familie, das zunächst seine Mutter weiter geführt hatte. Er baute das Unternehmen zu einem Großkonzern im Bereich Dienstleistungen aus. Im Jahr 2022 beschäftigte das Unternehmen rund 52.000 Mitarbeiter weltweit; der Jahresumsatz betrug 923 Mio. Euro. Josef Klüh hatte 2013 gemäß dem Deutschen Manager-Magazin ein Vermögen von rund 300 Millionen Euro. Damit belegte er auf der Liste der 500 reichsten Deutschen Platz 375.
1986 gründete Josef Klüh die „Stiftung zur Förderung der Innovation in Wissenschaft und Forschung“. Der jährlich verliehene Preis ist mit 25.000 Euro dotiert.
Von 1984 bis 1998 war Josef Klüh Präsident der Düsseldorfer EG. Es war die längste Erfolgsperiode des Düsseldorfer Eishockey-Teams, das in dieser Zeit fünfmal Deutscher Meister wurde. Klüh gehört auch zum Förderkreis des Fußballvereins Fortuna Düsseldorf.
Josef Klüh ist verheiratet und hat drei Kinder.

## Steuerermittlungen
Seine Funktion als Präsident der DEG legte Klüh nach Finanzamt-Ermittlungen nieder und trat 1998 mit dem gesamten Vorstand zurück. Der Verein hatte Einnahmen am Finanzamt vorbeigeschleust. Nach einer Selbstanzeige zahlte Josef Klüh 1,5 Millionen DM an die Finanzbehörden.
Des Weiteren ermittelte die Staatsanwaltschaft Düsseldorf 2008 gegen das Unternehmen Klüh Security wegen Steuerhinterziehung, die Verfahren wurden jedoch ergebnislos eingestellt.

## Ehrungen und Auszeichnungen
- 2019 Verdienstplakette der Stadt Düsseldorf für sein soziales Engagement
- 2019 Große Goldene Jan-Wellem-Medaille des größten deutschen Heimatvereins „Düsseldorfer Jonges“[8]